# 蒙彼利埃城市圈公共交通公司
蒙彼利埃城市圈公共交通公司（法語：Transports en commun de Montpellier）是法国南部城市蒙彼利埃的城市公共交通的运营单位，由蒙彼利埃都会区负责管理，其简称也是其商业名称。

## 历史
蒙彼利埃城市圈公共交通公司原名为“蒙彼利埃城市交通集团”（Société Montpelliéraine des Transports Urbains）成立于1978年，其前身为地方性私营企业“蒙彼利埃地区交通公司”。2000年，随着蒙彼利埃有轨电车的开通，该集团更名并沿用至今。

## 组织运营
现有的蒙彼利埃城市公共交通主要由蒙彼利埃都会区负责管理，除蒙彼利埃城市圈公共交通公司本身外，亦有少量公交线路由法国交通发展集团负责运营。
2016年，蒙彼利埃城市公共交通网共计载客8320万人次，其中有轨电车客运量占80%。

## 运营
截止2019年9月，蒙彼利埃城市公共交通系统共有4条有轨电车线路和36条常规公交车线路。

## 未来发展
蒙彼利埃有轨电车5号线及1号线东延工程计划于2022年前完成。